# 백봉기
백봉기(白峯基, 1980년 12월 16일 ~ )는 대한민국의 배우 겸 가수이다.
- 2004년 영화 《말죽거리 잔혹사》의 치타 역과 2013년 tvN 시트콤《푸른거탑》에서 '백일병' 역할을 맡았다.
- 9살 연하의 일반인 이유리씨와 결혼하였다.

## 학력
- 대전자양초등학교
- 계룡중학교
- 명석고등학교

## 출연작

### 영화
- 2002년 《4발가락》 ... 청똘파 부하들 역
- 2002년 《마들렌》 ... 만호 후임 역
- 2002년 《굳세어라 금순아》 ... 양동이파 운반책 1/양복 배달남 역
- 2003년 《살인의 추억》 ... 여장 의경 역
- 2003년 《해피 에로 크리스마스》 ... 노해출 역
- 2004년 《말죽거리 잔혹사》 ... 치타 백봉학 역
- 2004년 《범죄의 재구성》 ... 웨이터 1 역
- 2006년 《김관장 대 김관장 대 김관장》 ... 똘만이 역
- 2007년 《화려한 휴가》 ... 원기 역
- 2008년 《여기보다 어딘가에》 ... 석재 역
- 2012년 《R2B: 리턴투베이스》 ... 김병장 역
- 2014년 《청춘학당: 풍기문란 보쌈 야사》 ... 학문 역
- 2017년 《희생부활자》 ... 민욱 역
- 2018년 《골든 슬럼버》 ... 경쟁택배남 역
- 2019년 《크게 될 놈》 ... 촉새 역

### 드라마 & 시트콤
- 2001년 KBS 2TV 청소년드라마 《학교 4》 ... 깡패 선생님 편
- 2002년 MBC 병영드라마 《막상막하》 ... 성대현 병장 역(전회)
- 2004년 SBS 월화드라마 《2004 인간시장》
- 2004년 MBC 미니시트콤 《미라클》 ... 백 순경 역
- 2004년 MBC 청춘시트콤 《논스톱4》 ... 백봉기(봉태규 친구) 역
- 2005년 MBC 수목미니시리즈 《슬픈 연가》 ... 용철 역
- 2005년 KBS 2TV 월화미니시리즈 《러브 홀릭》
- 2005년 SBS 창사15주년 대하드라마 《서동요》 ... 범로 역(전회)
- 2006년 KBS 2TV 단막극 《드라마시티 - 안개시정거리》 ... 불량배 역
- 2007년 KBS 2TV 단막극 《드라마시티 - 작은 거인》 ... 박승재 역
- 2010년 MBC 월화미니시리즈 《파스타》 ... 민승재 역(전회)
- 2010년 KBS 2TV 납량 월화미니시리즈 《구미호: 여우누이뎐》 ... 바위 역(4~종영회)
- 2011년 MBC 수목미니시리즈 《마이 프린세스》 ... 봉재 역
- 2011년 MBC 특별기획 주말드라마 《내 마음이 들리니》 ... 봉마루인척 하는 남자 역
- 2011년 KBS 2TV 아침드라마 《두근두근 달콤》 ... 김준섭 역
- 2011년 MBC 월화미니시리즈 《미스 리플리》 ... 김 대리 역
- 2011년 MBC 수목미니시리즈 《나도, 꽃!》
- 2012년 JTBC 월화드라마 《신드롬》 ... 옥정주 역
- 2012년 tvN 아침드라마 《노란 복수초》
- 2012년 E채널 토요시트콤 《단단한 가족》
- 2013년 tvN 군디컬드라마 《푸른거탑》
- 2013년 MBC 수목미니시리즈 《미스코리아》 ... 오지석 역
- 2014년 MBC 월화미니시리즈 《트라이앵글》 ... 박용우 역
- 2014년 OCN 드라마《신의퀴즈》 ...이환승 역
- 2014년 tvN 농디컬드라마 《황금거탑》 ... 백봉기 역
- 2015년 KBS 2부작 창작시트콤 《옥이네》
- 2015년 JTBC 화요드라마 《선암여고 탐정단》 ... 경장현 역
- 2015년 EBS 1TV 어린이드라마 《돌진! 슈퍼가정부와 위험한 동네》 ... 쓰레기통 역
- 2015년 KBS 1TV 토크드라마 《그대가 꽃》 ... 배삼룡 역
- 2015년 SBS 심야드라마 《심야식당》 ... 명백 역
- 2016년 MBC 수목미니시리즈 《한 번 더 해피엔딩》 ... 춘기 역
- 2016년 KBS 2TV 예능드라마 《기적의 시간 로스타임》 ... 형식 역
- 2016년 네이버 TV 웹드라마 《투모로우보이》 ... 명수 역
- 2016년 KBS 1TV 역사드라마 《임진왜란 1592》 ... 탐망꾼 역
- 2017년 MBC 수목미니시리즈 《미씽9》 ... 군인 역
- 2017년 KBS 2TV 30초드라마 《2TV 스낵》 ... 백봉기 사원 역

### 교양
- 2021년 KBS대전 1TV 《아침마당》 MC
- 2021년 KBS 1TV 《6시 내고향》리포터

### 예능
- 2012년 《롤러코스터 시즌 2》 (tvN)
- 2013년 《켠김에 왕까지》 (온게임넷, 현 OGN)
- 2013년 《월드 챌린지 - 우리가 간다》 (SBS)
- 2025년 《조선의 사랑꾼》 - 강은비♥︎변준필 편 (결혼식 사회자) VCR 출연 (TV CHOSUN)

### 연극
- 2007년 《매직타임》

### 뮤직비디오
- G.고릴라 - 영원토록
- 장연주 - 썸씽스페셜
- 이수영 - Grace
- 이수영 - 비밀

### 애니메이션
- 애슬론 또봇 - 해설

## 광고
- 롯데리아
- 안경나라
- 제네시스 BBQ치킨
- LG IPS TV 광고
- 온라인게임 워페이스광고
- 모닝케어